# Полет 570 на „Кения Еъруейс“
Полет 570 на „Кения Еъруейс“ е редовен пътнически полет летище Порт Бует, Абиджан, Кот д'Ивоар, до международното летище Джомо Кениата, Найроби, Кения, с междинно кацане на международното летището „Дуала“, Дуала, Камерун, управляван от кенийската национална авиокомпания „Кения Еъруейс“. На 5 май 2007 г. самолетът „Боинг 737-8AL“, който изпълнява полета, се разбива по време на втория си етап от маршрута, веднага след излитане от международното летище „Дуала“ в Камерун. Машината се разпада на малки парчета потопена в мангрово блато на 5,4 км от края на писта 12 и всички на борда загиват.
Правителството на Камерун създава техническа комисия за разследване на инцидента, подпомагана от Националния съвет за безопасност на транспорта на Съединените американски щати. Окончателният доклад, е публикуван през април 2010 г. Разследването установява, че самолетът излита без да получи разрешение от контрола на въздушното движение и че пилотите не забелязват че коригират прекомерно наклона надясно след излитане. Това довежда до загуба на управление и падане на самолета. Не доброто обучението на капитана, откритите недостатъци в уменията му, както и „надменното“, „арогантно“ и „самоуверено“ поведение спрямо други пилоти от „Кения Еъруейс“ и екипажа на борда, също допринасят за грешните решения по време на инцидента.